# 佐野真砂輝&わたなべ京
佐野真砂輝 & わたなべ京（さのまさき & わたなべきょう）は、日本の漫画家。

## ペンネーム
東京都出身の佐野真砂輝と大阪府出身のわたなべ京の2名による共有筆名である。
ボーイズラブ作品を書く場合には、葵二葉 & 紅三葉（あおいふたば & くれないみつば）のペンネームを用いることもある。goo 募金チャリティー壁紙「FIRE EMBLEM」では佐野まさき・わたなべ京名義。東日本大震災の募金用に任天堂からの協力こみで。秋田書店、アルファポリス、ハーレクイン、グスコー出版での執筆時も同じペンネームを使用している、。

## 主な作品一覧

### 角川書店
- トーキョー・ガーディアン
- Gadget
- WITHOUT

#### ファイアーエムブレム関連作品
詳細については各項目を参照。
- ファイアーエムブレム
  - ファイアーエムブレム 黎明編/紫嵐編 （同作品のドラマCD）
  - goo 募金チャリティー壁紙（佐野まさき・わたなべ京名義[1]）
- ファイアーエムブレム外伝

### 青磁ビブロス
- プラチナ Pt.3
- LEVEL-C
- WEST END（後に日本文芸社に移籍）

### 新書館
- GPX Grand prix exceed
- Baby maximum

### 幻冬舎
- Z/ETA（原作、子安武人）

### フロンティアワークス
- 華と嵐

### 秋田書店
- しらぬいものがたり〜葉華多妖異記[4]〜（プリンセスGOLD、2013年6月号 - 2015年2月号）

### アルファポリス
- 賢者の失敗（原作：小声奏、アルファポリス公式Web漫画、2017年12月27日 - 2018年7月4日）

### ハーレクイン
- ダラスの三銃士 誘惑のアラベスク（ハーレクイン（雑誌）、原作：サンドラ・マートン、2017年7/6号）
- ダラスの三銃士ＩＩ 罪深きヴィーナス（ハーレクイン（雑誌）、原作：サンドラ・マートン、2018年1/6号）
- ダラスの三銃士ＩＩＩ 悩ましきマドンナ（ハーレクイン（雑誌）、原作：サンドラ・マートン、2018年7/21号）
- 復讐のエーゲ海（ハーレクイン（雑誌）、原作：ジャクリーン・バード、2018年12/21号）

### グスコー出版
- コミック版 バビロンの大富豪（原作：ジョージ・S・クレイソン、訳：大島豊）

## イラスト寄稿
- Edge―佐野真砂輝&わたなべ京画集 ISBN 978-4-8960-1320-7
- タイガー＆バニー・アンソロジィコミック　GO! GO!! TIGER & BUNNY
- 東北地方太平洋沖地震関連チャリティーイラスト本「Smile/Yell」